# Farkas Lajos (jogász)
Farkas Lajos (Bonchida, 1841. november 14. – Kolozsvár, 1921. június 24.) római jogász, egyetemi tanár, az MTA levelező tagja.

## Életpályája
A nemzeti hagyományokhoz ragaszkodó Kolozs vármegyei családból származott. Édesapját az 1848-1849-es forradalomban román lázongók kirabolták és megölték. Így Farkas Lajos hét testvérével együtt korán árvaságra jutott. Az anyagi nehézségek miatt iskoláit késve kezdte. A kolozsvári
római katolikus elemi iskola elvégzése után a piaristáknál folytatta tanulmányait ugyancsak Kolozsváron,  ahol 1864 júniusában kitűnő minősítéssel érettségizett. Jogi tanulmányait a pesti egyetem Jog- és Államtudományi Karán kezdte meg, de egészségi okokból  kénytelen volt a születési helyéhez  közelebb eső nagyszebeni jogakadémiára átiratkozni. Harmadéves korától munkát vállalt, és  komoly erőfeszítésekkel sikerült megszereznie  a doktori címet (akkoriban jogtudorság). Farkas Lajost 1871-ben avatták jogtudorrá Budapesten. 
A nagyszebeni jogakadémia tanári kara 1869-ben Farkas Lajost hívta meg a betöltetlenül maradt római jogi tanszékre, ahol  három évet dolgozott. 1872-ben kinevezték az abban az évben alapított kolozsvári egyetemre,
1872-ben a római jogi tanszék nyilvános rendkívüli, majd 1873-tól nyilvános rendes tanára lett, egészen 1915-ben bekövetkezett nyugdíjba vonulásáig.
Farkas Lajos széleskörű tudományos munkássága mellett számos egyházi és jótékonysági megbízást vállalt. A kolozsvári római katolikus egyházközösségnek és a Szent Erzsébet egyháznak tíz éven át főgondnoka, az erdélyi római katolikus státus igazgatóságának tagja és tiszteletbeli előadója, az Erdélyi Pártfogó Egyesületnek és a Tüdőgondozó Intézetnek elnöke, az Erdélyi Magyar Egyesület jog- és társadalomtudományi szakosztályának megszervezője és vezetője volt. Farkas Lajos ezen túl az egyetemi életben is aktív vett részt.  Az egyetem jog- és államtudományi karának négy ízben volt dékánja (1877-1878, 1887-1888, 1900-1901 és 1910-1911). Az 1896-1897-es  tanévben az egyetem rektori tisztségét töltötte be. 1897-ben a magyar kormány miniszteri tanácsosa lett. Később I. osztályú polgári hadi érdemkereszttel és a Lipót-rend lovagkeresztjével tüntették ki.
A Magyar Tudományos Akadémia 1893-ban levelező tagjává választotta.
Élete utolsó éveiben sorozatos megpróbáltatások érik. 1915-ben elveszítette hűséges társát, Senz Annát, a nagyhírű, néhai nagyszebeni professzor leányát. Ugyanebben az évben nyugdíjba ment. Nagy megrázkódtatást jelentett számára Erdélynek az anyaországtól való elszakadása. 
Ennek ellenére halála napjáig nem hagyta abba a tudományos munkát. 1921. június 24-én halt meg, és június 27-én temették a Házsongárdi temetőbe. Életéről és munkásságáról a Magyar Tudományos Akadémia 1928. január 23-án tartott ülésén Kolosváry Bálint tartott előadást.

## Munkássága
Farkas Lajos eredeti stílusú oktató volt, előadásait egyértelműség és tömörség jellemezte, amint arról később híressé vált kolozsvári tanítványa, Nagy Vince írta: 
„Szeretem a római jogot, a későbbi európai magánjogrendszerek alapját. Érdeklődéssel hallgatom annak tudós professzorát, Farkas Lajost, zamatos székelyes kiejtésével. Könyvének latin és tömör magyar definíciói úgy bevésődnek elmémbe, hogy még ma is hibátlanul tudom idézni egyiket-másikat.”
A Magyar Tudományos Akadémia tulajdonában fennmaradt néhány kéziratos munkája. Ezek között például kiemelkedik nagy részletességgel kidolgozott büntetőjogi és peres eljárásjogi előadási kurzusa, valamint befejezetlen tanulmánya a lelki élet jelenségeiről. 

### Munkái
- A római jog történelme. 2 kötetben (1892-1895) (Négy kiadást ért meg.)  (1. kötet: Az alapintézmények, 2. kötet Az öröklési jog)
- A hereditas iacens jogi természete, Jogtudományi Közlöny 1872.
- Adalék a római rabszolgaság ismeretéhez,  Erdélyi Múzeum Egylet, 1880.
- A római jog céljának és helyének kérdését illetőleg mai tanulmányi rendszerünkben, Jogtudományi Közlöny, 1881.
- Tanulmányok a magánjog dogmatikájából, Jogtudományi Közlöny, 1883.
- A jogügylet, Jogtudományi Közlöny, 1884.
- A római család és családfői hatalom jogi jelentősége, Erdélyi Múzeum Egylet, 1886.
- A római jog a XIX. század végén (az egyetem 1900-1901. évi záróünnepségén tartott előadása)
- A becsület általános jelentősége a mai és római jogrendben (rektori székfoglaló tanulmánya)
- A római obligatio fogalmilag véve a közép- és újkori jogi elméletben (1913)  (akadémiai székfoglaló értekezése)